# Synaptic
Synaptic es un programa informático que consiste en la interfaz gráfica GTK+ de APT, para el sistema de gestión de paquetes de Debian GNU/Linux. Generalmente se utiliza Synaptic para sistemas basados en paquetes .deb pero también puede ser usado en sistemas basados en paquetes RPM. 

## Historia
El desarrollo de Synaptic se inició en Conectiva, quien solicitó a Alfredo Kojima que escribiera un frontispicio para apt, continuando el trabajo iniciado con la creación del back-end apt-rpm. Finalmente, se optó por utilizarlo en el instalador de Conectiva.
Gustavo Niemeyer también colaboró en el proyecto, mientras estuvo trabajando para Conectiva. Actualmente, Michael Vogt se encarga de mantener el programa.

## Funcionamiento
Synaptic utiliza repositorios Debian, y permite su gestión mediante un menú interactivo.
Mediante un clic, es posible actualizar la lista de paquetes disponibles o marcar automáticamente todas las actualizaciones de los paquetes ya instalados.
Dispone de un avanzado filtro de búsqueda, es capaz de reparar las dependencias rotas de paquetes y permite deshacer y rehacer las últimas selecciones de paquetes.
Su interfaz gráfica, además, es personalizable mediante el menú de configuración.